# Agência Magnum
Magnum Photos é uma cooperativa internacional de fotógrafos, com escritórios em Nova Iorque, Paris, Londres e Tóquio. Segundo seu co-fundador Henri Cartier-Bresson, "Magnum é uma comunidade de pensamento, uma qualidade humana compartilhada, uma curiosidade sobre o que está acontecendo no mundo, um respeito pelo que está acontecendo e um desejo de transcrevê-lo visualmente''.

## História
Fundada em 6 de fevereiro de 1947 por um grupo de fotógrafos liderado por Robert Capa num evento que ocorria no Museu de Arte Moderna de Nova Iorque, o nome foi retirado da marca de champagne em que comemoravam a criação do empreendimento.
O primeiro escritório surgiu em um apartamento de quarto e sala no 125 da rua Faubourg Saint-Honoré, em Paris, com instalações precárias e um telefone. O sucesso e a repercussão foram tamanhos que nos anos seguintes a agência se juntou a mais quatro fotógrafos europeus e norte-americanos como Ernest Hass, Werner Bischop, René Burri, Inge Morath e Cornel Capa, irmão de Robert Capa. 
Participaram também da Agência Magnum o fotógrafo polonês David Seymour, o francês Henri Cartier Bresson e o inglês George Rodger. 